# توم ميش
توماس أبراهام ميش (مواليد 25 يونيو 1995) موسيقي ومنتج إنجليزي. بدأ بإصدار الموسيقى على منصة ساوند كلاود في عام 2012  وأصدر ألبومه الاستوديو الأول جيوغرافي في عام 2018.  في عام 2020 ، أصدر ألبومه الثاني What Kinda Music بالتعاون مع عازف الجاز الإنجليزي يوسف دايز ،  وزع من خلال بلو نوت للتسجيلات . 

## النشأة والتعليم
درس ميش تكنولوجيا الموسيقى في مدرسة لانجلي بارك للبنين  ولاحقًا ، في عام 2014 ، التحق بدورة قيثارة الجاز في معهد ترينيتي لابان للموسيقى والرقص في غرينتش ، لكنه غادر بعد ستة أشهر للتركيز على موسيقاه الخاصة.  بدأ تعلم العزف على الكمان في سن الرابعة ، وتعلم لاحقًا العزف على الجيتار. 

## روابط خارجية
- الموقع الرسمي